# Disciplina sikh

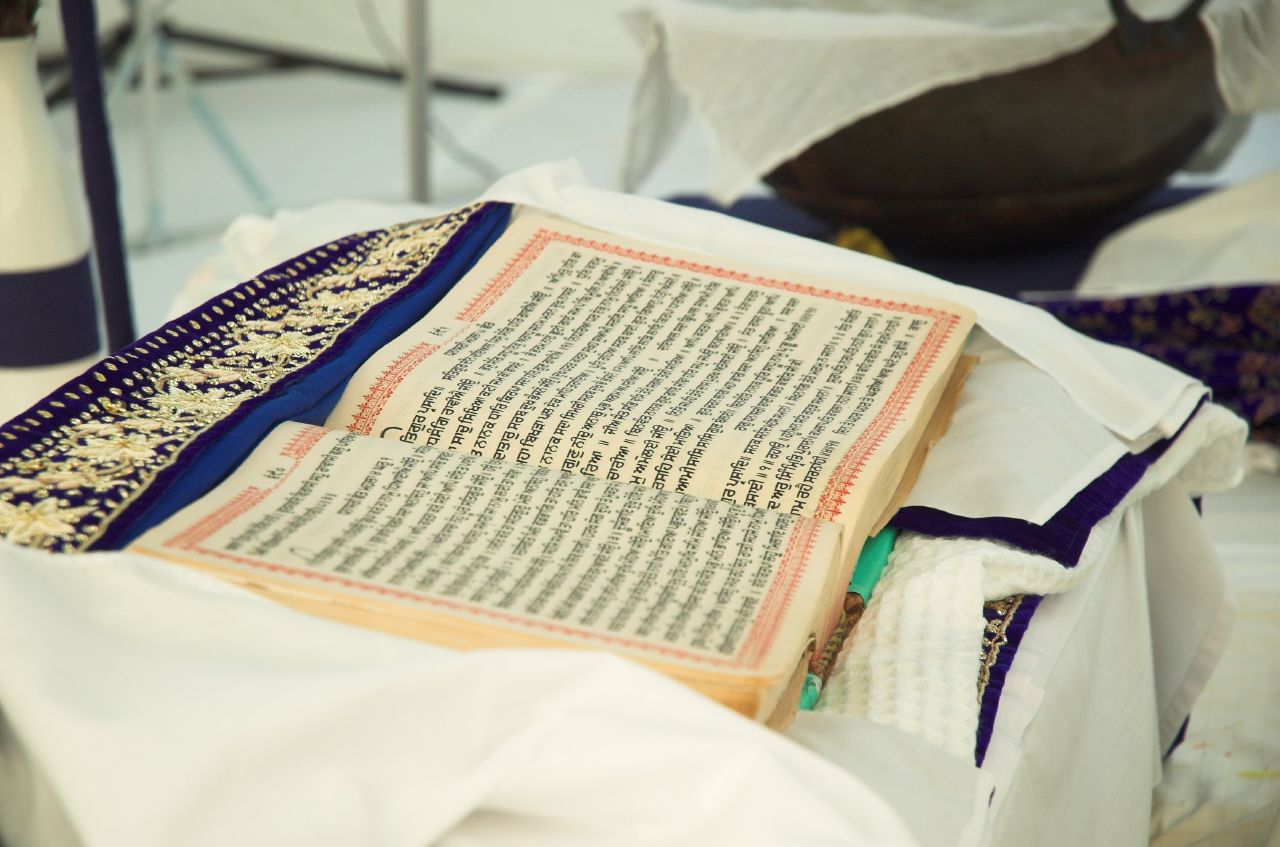
Il libro sacro del Sikhismo, il Guru Granth Sahib

La filosofia e la disciplina sikh sono l'insieme di precetti lasciati dai dieci guru del Sikhismo ai fedeli, contenuti in gran parte nel Guru Granth Sahib, il libro sacro sikh, per la conduzione di una vita di azioni buone e utili. 
Il libro sacro sottolinea le azioni positive che ognuno deve compiere per progredire nell'evoluzione della persona; si possono trovare regole come la recitazione dei cinque Bani ogni mattina, l'utilizzo degli articoli di fede (i Cinque Ks) dati a tutti i sikh battezzati, ovvero oggetti che simboleggiano particolari concetti (il Kesh, il Kanga, il Kara, il Kachhera e il Kirpan), l'astensione dai Cinque Mali e la pratica delle Cinque Virtù; la pratica del Simran, del Sewa e dei Tre Pilastri del Sikhismo. Ognuno deve ricordare il Creatore di tutti i tempi ("l'anima è un prestito di Dio") e di dedicare la propria vita alle buone azioni, per aiutare a migliorare la vita del prossimo.